# 万年站
万年站位于中华人民共和国江西省上饶市万年县陈营镇，是皖赣铁路上的铁路车站。车站于1970年12月25日开通，第一代站址位于陈营镇石杨东路东侧，1984年搬迁至站前路现址:487。车站目前由南昌铁路局上饶车务段管辖，为三等站。车站办理客运业务，每日有4趟列车停靠；货运方面，车站办理货运整车普通货物无限制。

## 车站结构

### 站房
万年站目前使用的站房于1984年投入使用。其中售票处面积335平方米、候车室面积533平方米、行包房面积92.2平方米:487。

### 站线配置
万年站总共设有13条股道。其中Ⅱ道为皖赣铁路正线，1、3道为客货列车到发线，设有2座面积3324平方米的客运站台。车站4道为货车到发线，5-8道为交接线，9、10道为货物线，其余3条为粮食专用线。车站货场设有2座站台，面积分别为5000平方米和5040平方米，另外设有面积11888.8平方米的仓库4个和面积418平方米的零担仓库:487。
车站设有通往江西中储粮万年直属库和江西万年青水泥的专用线。其中水泥厂专用线建于1972年，和万年老火车站距离500米，1984年延长1公里至新火车站，主要为水泥厂输出水泥，输入煤、矿砂、机械等物资；粮食专用线长430米，于1985年10月建成通车:486。
| 侧式站台 |                  |
| 1站台    | 皖赣铁路客货列车 |
| 2站台    | 皖赣铁路正线     |
| 岛式站台 |                  |
| 3站台    | 皖赣铁路客货列车 |
| 侧线     | 皖赣铁路货车     |
| 5-8道    | 皖赣铁路         |
| 9-10道   | 车站货场         |

## 車站周邊
- 中国银行中南分理处
- 华玉商务酒店
- 万年县文化广播电视中心
- 万年县第二中学
- 万年县植保植检局
- 万年县地方税务局
- 万年县人民法院